# Lawrence Lozzano
Lawrence Lozzano (Los Angeles, 25 luglio 1970) è un ex calciatore statunitense di ruolo centrocampista.

## Carriera
Nel 1998 viene ingaggiato dal LA Galaxy con cui rimane per due stagioni e in cui colleziona soltanto sette presenze. Successivamente passa ai MetroStars con cui rimane per metà stagione 2001 collezionando 13 presenze ed una rete.

### Nazionale
Tra il 1994 ed il 1996 viene convocato diverse volte dalla Stati Uniti con cui gioca complessivamente sette partite amichevoli.

## Statistiche
Statistiche aggiornate al 17 novembre 2001.
| Stagione                  | Squadra                   | Campionato                | Campionato | Campionato | Coppe nazionali | Coppe nazionali | Coppe nazionali | Coppe continentali | Coppe continentali | Coppe continentali | Altre coppe | Altre coppe | Altre coppe | Totale | Totale |
| Stagione                  | Squadra                   | Comp                      | Pres       | Reti       | Comp            | Pres            | Reti            | Comp               | Pres               | Reti               | Comp        | Pres        | Reti        | Pres   | Reti   |
| ------------------------- | ------------------------- | ------------------------- | ---------- | ---------- | --------------- | --------------- | --------------- | ------------------ | ------------------ | ------------------ | ----------- | ----------- | ----------- | ------ | ------ |
| 1996                      | Dallas Burn               | MLS                       | 31+3       | 2          | USOC            | 2               | 1               |                    | -                  |                    |             | -           | -           | 36     | 3      |
| 1997                      | San Jose Clash            | MLS                       | 29         | 9          | USOC            | 2               | 2               |                    | -                  |                    |             | -           | -           | 31     | 11     |
| mar.-lug. 1998            | San Jose Clash            | MLS                       | 12         | 4          |                 | -               | -               |                    | -                  |                    |             | -           | -           | 12     | 4      |
| Totale Dallas Burn        | Totale Dallas Burn        | Totale Dallas Burn        | 41         | 13         |                 | 2               | 2               |                    | -                  | -                  | -           | -           | -           | 43     | 15     |
| ago.-dic. 1998            | LA Galaxy                 | MLS                       | 1          | 0          |                 | -               | -               |                    | -                  |                    |             | -           | -           | 1      | 0      |
| mar.-lug. 1999            | LA Galaxy                 | MLS                       | 6          | 0          |                 | -               | -               |                    | -                  |                    |             | -           | -           | 6      | 0      |
| Totale Los Angeles Galaxy | Totale Los Angeles Galaxy | Totale Los Angeles Galaxy | 7          | 0          |                 | -               | -               |                    | -                  | -                  | -           | -           | -           | 7      | 0      |
| ago.-dic. 1999            | MetroStars                | MLS                       | 13         | 1          |                 | -               | -               |                    | -                  |                    |             | -           | -           | 13     | 1      |
| Totale carriera           | Totale carriera           | Totale carriera           | 95         | 16         |                 | 4               | 3               |                    | -                  | -                  | -           | -           | -           | 99     | 19     |

### Cronologia presenze e reti in nazionale
| Cronologia completa delle presenze e delle reti in nazionale ― Stati Uniti | Cronologia completa delle presenze e delle reti in nazionale ― Stati Uniti | Cronologia completa delle presenze e delle reti in nazionale ― Stati Uniti | Cronologia completa delle presenze e delle reti in nazionale ― Stati Uniti | Cronologia completa delle presenze e delle reti in nazionale ― Stati Uniti | Cronologia completa delle presenze e delle reti in nazionale ― Stati Uniti | Cronologia completa delle presenze e delle reti in nazionale ― Stati Uniti | Cronologia completa delle presenze e delle reti in nazionale ― Stati Uniti |
| Data                                                                       | Città                                                                      | In casa                                                                    | Risultato                                                                  | Ospiti                                                                     | Competizione                                                               | Reti                                                                       | Note                                                                       |
| -------------------------------------------------------------------------- | -------------------------------------------------------------------------- | -------------------------------------------------------------------------- | -------------------------------------------------------------------------- | -------------------------------------------------------------------------- | -------------------------------------------------------------------------- | -------------------------------------------------------------------------- | -------------------------------------------------------------------------- |
| 19-10-1994                                                                 | Al Khubar                                                                  | Arabia Saudita                                                             | 0 – 1                                                                      | Stati Uniti                                                                | Amichevole                                                                 | -                                                                          | 72’                                                                        |
| 19-11-1994                                                                 | Port of Spain                                                              | Trinidad e Tobago                                                          | 0 – 1                                                                      | Stati Uniti                                                                | Amichevole                                                                 | -                                                                          | 68’                                                                        |
| 22-11-1994                                                                 | Kingston                                                                   | Giamaica                                                                   | 0 – 3                                                                      | Stati Uniti                                                                | Amichevole                                                                 | -                                                                          |                                                                            |
| 23-3-1995                                                                  | Dallas                                                                     | Stati Uniti                                                                | 2 – 2                                                                      | Uruguay                                                                    | Amichevole                                                                 | -                                                                          | 46’                                                                        |
| 22-4-1995                                                                  | Bruxelles                                                                  | Belgio                                                                     | 1 – 0                                                                      | Stati Uniti                                                                | Amichevole                                                                 | -                                                                          | 85’ 88’                                                                    |
| 16-10-1996                                                                 | Lima                                                                       | Perù                                                                       | 4 – 1                                                                      | Stati Uniti                                                                | Amichevole                                                                 | -                                                                          |                                                                            |
| Totale                                                                     |                                                                            | Presenze                                                                   | 6                                                                          |                                                                            | Reti                                                                       | 0                                                                          |                                                                            |

## Palmarès

### Competizioni nazionali
- MLS Supporters' Shield: 1

Los Angeles Galaxy: 1998